# Tenis na wózkach na Letnich Igrzyskach Paraolimpijskich 2012
Tenis na wózkach na Letnich Igrzyskach Paraolimpijskich 2012 – turniej tenisa ziemnego na wózkach, który rozgrywany był w dniach 1–8 września 2012 roku podczas igrzysk paraolimpijskich w Londynie. Zawodnicy zmagali się na obiektach Eton Manor. 112 tenisistów rywalizowało w sześciu konkurencjach: singlu i deblu mężczyzn oraz kobiet, a także zawodach mikstowych (na quadach). Paraolimpijski turniej tenisowy był organizowany przez Londyński Komitet Organizacyjny Igrzysk Olimpijskich i Paraolimpijskich 2012 oraz zarządzany przez ITF w imieniu MKOl.

## Turniej
Turniej tenisowy rozgrywano po raz szósty na letnich igrzyskach paraolimpijskich (z wyjątkiem jednej paraolimpiady, na której był rozgrywany demonstracyjnie). Zawody rozgrywano na twardych kortach Eton Manor, cztery tygodnie po zawodach tenisowych na Letnich Igrzyskach Olimpijskich 2012. Ze względu na turniej paraolimpijski, podczas wielkoszlemowego US Open 2012 nie rozgrywano zawody dla tenisistów na wózkach.

### Uczestnicy zawodów tenisowych na XIV Letnich Igrzyskach Paraolimpijskich
W zawodach tenisa ziemnego wystąpiło 112 zawodników: 80 mężczyzn i 32 kobiety. Każdy kraj mógł wystawić czterech przedstawicieli w rozgrywkach pojedynczych, trzech w turnieju miksta pojedynczego, dwa deble w rozgrywkach podwójnych i jedną drużynę w zawodach miksta podwójnego. Zawodnicy na quadach (w mikście) musieli posiadać paraliż minimum na trzy kończyny.

### Medaliści
| Konkurencja                | Złoty medal                   | Srebrny medal                    | Brązowy medal                     |
| singel kobiet na wózkach   | Esther Vergeer                | Aniek van Koot                   | Jiske Griffioen                   |
| singel mężczyzn na wózkach | Shingo Kunieda                | Stéphane Houdet                  | Ronald Vink                       |
| debel kobiet na wózkach    | Marjolein Buis Esther Vergeer | Jiske Griffioen Aniek van Koot   | Lucy Shuker Jordanne Whiley       |
| debel mężczyzn na wózkach  | Stefan Olsson Peter Vikström  | Frederic Cattaneo Nicolas Peifer | Stéphane Houdet Michaël Jeremiasz |
| gra pojedyncza na quadach  | No’am Gerszoni                | David Wagner                     | Nicholas Taylor                   |
| gra podwójna na quadach    | Nicholas Taylor David Wagner  | Andy Lapthorne Peter Norfolk     | No’am Gerszoni Shraga Vainberg    |

#### Tabela medalowa
| Miejsce | Państwo           | Złoto | Srebro | Brąz | Razem |
| ------- | ----------------- | ----- | ------ | ---- | ----- |
| 1       | Holandia          | 2     | 2      | 2    | 6     |
| 2       | Stany Zjednoczone | 1     | 1      | 1    | 3     |
| 3       | Izrael            | 1     | 0      | 1    | 2     |
| 4       | Japonia           | 1     | 0      | 0    | 1     |
| 4       | Szwecja           | 1     | 0      | 0    | 1     |
| 6       | Francja           | 0     | 2      | 1    | 3     |
| 7       | Wielka Brytania   | 0     | 1      | 1    | 2     |
|         | Razem             | 6     | 6      | 6    | 18    |

## Klasyfikacje
Klasyfikacja jest niezbędna w sportach dla zawodników niepełnosprawnych, gdyż minimalizuje wpływ upośledzenia na wynik rozgrywek. Zasady klasyfikacji Międzynarodowej Federacji Tenisa na Wózkach pozwalają sportowcom nie w pełni sprawnych wyrównywać szanse, których mieliby mniej w spotkaniu z tenisistą w pełni sprawnym.
Klasyfikacja wyznacza też grupy zawodników poprzez zbadanie stopnia niepełnosprawności do wykonywania działań w tym sporcie. W tenisie na wózkach istnieją dwie klasy – otwarta i dla zawodników na quadach. Różnica polega m.in. na tym, że upośledzenie sportowców w klasie otwartej jest mniejsze i nie wpływa na pracę rąk i dłoni. U zawodników poruszających się na quadach ramiona i nogi są osłabione, co ogranicza ich zdolność do obsługi rakiety i poruszania się na wózku inwalidzkim.

## Harmonogram zawodów
Zawody miały miejsce pomiędzy 1 a 8 września.
| Harmonogram zawodów | Harmonogram zawodów | Harmonogram zawodów | Harmonogram zawodów | Harmonogram zawodów | Harmonogram zawodów | Harmonogram zawodów | Harmonogram zawodów | Harmonogram zawodów | Harmonogram zawodów |
| Konkurencja         | Dzień               | Dzień               | Dzień               | Dzień               | Dzień               | Dzień               | Dzień               | Dzień               | Dzień               |
| Kobiety             | 1.                  | 2.                  | 3.                  | 4.                  | 5.                  | 6.                  | 7.                  | 8.                  |                     |
| ------------------- | ------------------- | ------------------- | ------------------- | ------------------- | ------------------- | ------------------- | ------------------- | ------------------- | ------------------- |
| Singel              | 1R                  |                     | 2R                  | QF                  | SF                  | brąz                | złoto               |                     |                     |
| Debel               |                     |                     | 1R                  | QF                  |                     | SF                  | brąz                | złoto               |                     |
| Mężczyźni           | 1.                  | 2.                  | 3.                  | 4.                  | 5.                  | 6.                  | 7.                  | 8.                  |                     |
| Singel              | 1R                  | 2R                  |                     | 3R                  | QF                  | SF                  |                     | srebro              |                     |
| Debel               |                     | 1R                  | 2R                  |                     | QF                  | SF                  | srebro              |                     |                     |
| Quady               | 1.                  | 2.                  | 3.                  | 4.                  | 5.                  | 6.                  | 7.                  | 8.                  |                     |
| Singel              |                     | 1R                  |                     | QF                  |                     | SF                  | brąz                | złoto               |                     |
| Debel               | QF                  |                     | SF                  |                     | srebro              |                     |                     |                     |                     |

| 1R/2R/3R | 1., 2. i 3. runda | QF | ćwierćfinał | SF | półfinał | brąz | mecz o brązowy medal | złoto | mecz o złoty medal | srebro | mecze o złoty i brązowy medal |